# Veleda
För asteroiden, se 126 Velleda
Veleda, död efter år 70 e.Kr., var en völva i Germanien som tillhörde bruktererna, och ledde ett germanskt uppror mot Romarriket år 69. Veleda var prästinna och gjorde sig berömd med sina uttalanden om utfallet om upproret mot Rom, det Bataviska upproret, som visade sig vara korrekt. 
Asteroiden 126 Velleda är uppkallad efter henne.